# Vegalatorre
Vegalatorre es una localidad de España perteneciente al municipio de Cubillas de Santa Marta, en la provincia de Valladolid, en la comunidad autónoma de Castilla y León. Tiene una superficie de 32,10 km² y una población de 224 habitantes.
Vegalatorre es un barrio o pedanía que depende del ayuntamiento de Cubillas de Santa Marta municipio de España, en la provincia de Valladolid, comunidad autónoma de Castilla y León.
Situado a 22 km de las capitales Vallisoletana y Palentina, y a 7 km de Cubillas de santa marta.
Cuenta con 60 vecinos los cuales la mayoría se dedican a la agricultura, aunque también hay una distribuidora de bebidas, una vaquería y una empresa-taller especialista en toda clase de representaciones volumétricas.

## Patrimonio cultural
- Un apeadero ferroviario con servicios de media distancia donde paran los trenes
- Canal de Castilla con la esclusa n.º 39 y su puente
- Fuente de la vinagre donde el agua es cristalina
- Puente isabelino sobre el río Pisuerga
- Ermita de san Pedro Apóstol

## Fiestas patronales
- 29 de junio:San Pedro Apóstol

Procesión de la imagen del patrón San Pedro Apóstol por todo el pueblo amenizada con típicas jotas castellanas, gran chorizada, limonada, degustación de los mejores vinos, fiesta de la espuma, discomovidas y gran chocolatada.

## FOTOS

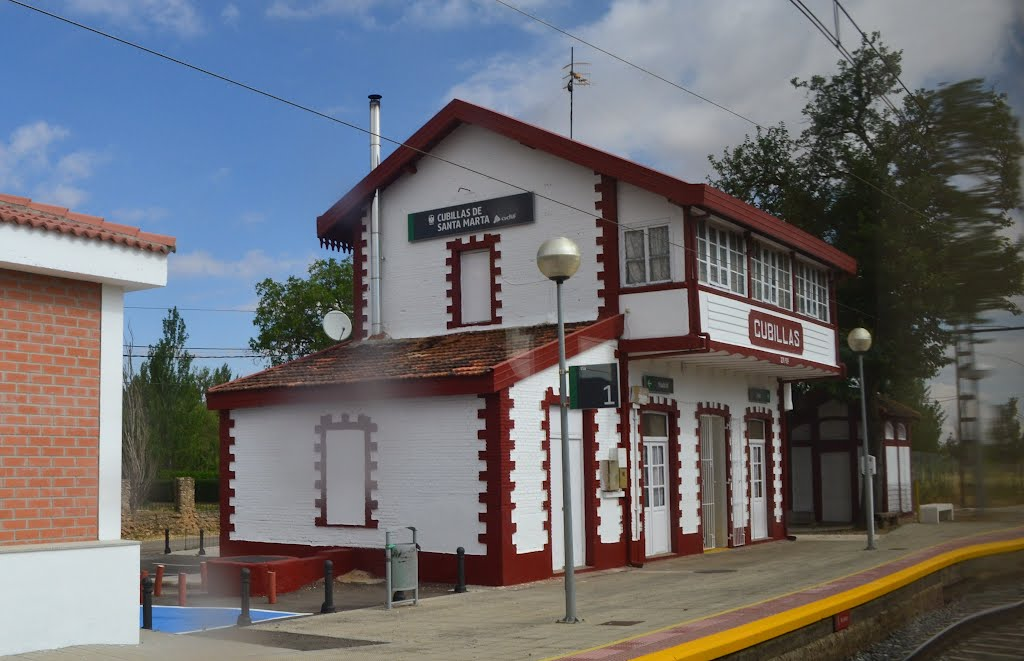
estación vegalatorre

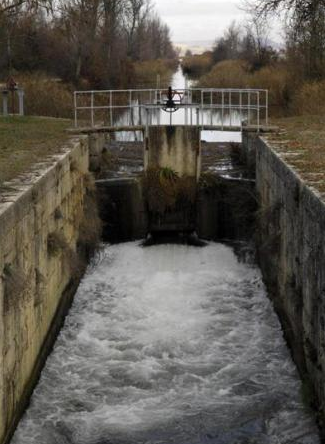
esclusa nº39

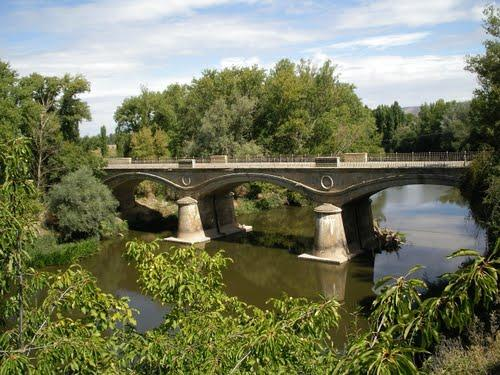
puente

- Datos: Q17632536